# Collegium Musicum
Collegium Musicum byla slovenská art-rocková hudební skupina.
Jejím zakladatelem a vedoucí osobností byl Marián Varga, jeden z nejvýraznějších rockových klávesistů. Skupina se začala formovat na podzim roku 1969 a byla zřejmě vůbec prvním tvůrcem art-rockové hudby v Československu. Její jádro v době největší produktivity a nejintenzívnějšího koncertování (1970–1974) tvořili Marián Varga, baskytarista Fedor Frešo a bubeník Dušan Hájek. S kratšími přestávkami skupina působila na hudební scéně do roku 1979. Později ji Varga několikrát příležitostně obnovil, zejména v roce 1981 kvůli nahrávání alba Divergencie.
Kapela proslula především interpretacemi známých témat z děl vážné hudby (například Concerto in D od Josepha Haydna) a byla v tomto ohledu nejvýznamnější skupinou ze zemí bývalého Východního bloku. Proto je často přirovnávána k britským kapelám The Nice a Emerson, Lake and Palmer, známým pro své úpravy děl klasické hudby.
Dle hudební kritiky bylo Collegium Musicum ve své době instrumentálně nejvyspělejším rockovým souborem v Československu, který významně inovoval domácí scénu. Přes svou náročnost mělo mnoho posluchačů v ČSSR, NDR, Maďarsku, Polsku a SSSR.

## Diskografie

### SP a EP
- 1970 Hommage à J.S.Bach / Ulica plná plášťov do dažďa (EP)

### LP
- 1971 Collegium Musicum
- 1971 Konvergencie
- 1973 Collegium Musicum Live (koncertní album)
- 1975 Marián Varga & Collegium Musicum (koncertní album)
- 1978 Continuo
- 1979 On a ona
- 1981 Divergencie
- 1982 Divergences
- 1997 Collegium Musicum '97 (koncertní album)
- 2010 Speak, Memory

### Kompilace, výběry
- 1973 Hommage à Johann Sebastian Bach (8:00) – nahrávka Amiga (NDR) z roku 1973 – sampler Hallo Nr. 11 (Amiga 8 55 341, 1973)

### Další skladby
- 1972: „Stará doba“ (Marián Varga / Kamil Peteraj), Zora Kolínska, Collegium Musicum, B-strana SP „Taká, taká som“ (Opus 90 43 0203, 1972)
- 1973: „Piesočný dom“ (Marián Varga / Kamil Peteraj), Marie Rottrová, Collegium Musicum a Festivalový orchestr – nahrávka z veřejného koncertu Bratislavská lyra 1973, A-strana SP „Piesočný dom“ (Opus 90 43 0277, 1973)